# Sheffield United
Sheffield United  (offiziell Sheffield United Football Club) – auch bekannt als The Blades (deutsch „Die Klingen“) – ist ein Fußballverein aus der Stadt Sheffield und eine ihrer zwei bedeutenden Fußballmannschaften – neben Sheffield Wednesday. United spielte in der Saison 2023/24 in der Premier League und hat seine sportliche Heimat in der Bramall Lane. Es ist das älteste Stadion, in dem noch Profifußball gespielt wird.
Die höchste Zuschauerzahl erreichte das Team am 15. Februar 1936 bei einem Spiel im FA Cup gegen Leeds United mit 68.287 Besuchern.

## Verein
Die „Blades“ spielen in rot-weiß gestreiften Hemden. Die inoffizielle Hymne des Vereins ist das Lied „The Greasy Chip Butty Song“.
Der Klub wurde 1854 als Cricket- und Fußballklub gegründet und schnell zu einer der besten Mannschaften der Fußballliga. Sheffield United hat den FA Cup 1899 (4:1 gegen Derby County), 1902 (1:1 und 2:1 gegen den FC Southampton), 1915 (3:0 gegen den FC Chelsea) und 1925 (1:0 gegen Cardiff City) gewonnen und wurde 1898 Ligameister sowie 1897 und 1900 Vizemeister. 2006 gelang mit dem zweiten Platz in der Football League Championship die Rückkehr in die Erstklassigkeit, jedoch stieg der Verein nach nur einer Saison wieder ab. Danach hielt man sich im Mittelfeld der zweiten Liga auf. In der Saison 2010/11 belegte United den vorletzten Platz und stieg somit in die dritte englische Profiliga ab.
Im League Cup 2014/15 erreichte Sheffield United als Drittligist das Halbfinale, das mit einem Gesamtscore von 2:3 gegen Tottenham Hotspur verloren ging. Auf dem Weg zum Halbfinale konnte United unter anderem Siege über Burnley, West Ham und Southampton verbuchen, die in dieser Saison Teilnehmer an der Premier League waren. In der Saison 2022/23 schaffte Sheffield den erneuten Aufstieg in die Premier League.
Seit 2019 ist der saudische Prinz Abdullah bin Musaid Al Saud, ein Cousin Mohammed bin Salmans, alleiniger Besitzer des Vereins.

## Kader der Saison 2025/26
Stand: 7. August 2025
| Nr.        | Nat.                          | Name                   | Geburtstag | im Verein seit | Vertrag bis |     |
| Tor        | Tor                           | Tor                    | Tor        | Tor            | Tor         | Tor |
| ---------- | ----------------------------- | ---------------------- | ---------- | -------------- | ----------- | --- |
| 01         | England                       | Michael Cooper         | 08.10.1999 | 2024           |             |     |
| 17         | Wales Deutschland             | Adam Davies            | 17.07.1992 | 2022           | 2026        |     |
| 31         | England                       | Luke Faxon             | 15.02.2005 | 2024           |             |     |
| Abwehr     |                               |                        |            |                |             |     |
| 03         | England                       | Sam McCallum           | 02.09.2000 | 2024           | 2028        |     |
| 06         | Australien Vereinigte Staaten | Tyler Bindon           | 27.01.2005 | 2025           | 2026        |     |
| 14         | England                       | Harrison Burrows       | 12.01.2002 | 2024           | 2028        |     |
| 16         | England                       | Jamie Shackleton       | 08.10.1999 | 2024           | 2027        |     |
| 19         | England                       | Jack Robinson          | 01.09.1993 | 2020           | 2026        |     |
| 32         | Bulgarien                     | Mihail Polendakov      | 05.06.2007 | 2025           | 2028        |     |
| 33         | Wales Saudi-Arabien           | Rhys Norrington-Davies | 22.04.1999 | 2019           | 2027        |     |
| 38         | England Nigeria               | Femi Seriki            | 28.04.2002 | 2023           | 2027        |     |
| 45         | England Indien                | Sai Sachdev            | 09.03.2005 |                |             |     |
| Mittelfeld |                               |                        |            |                |             |     |
| 04         | England                       | Oliver Arblaster       | 05.05.2004 | 2022           | 2028        |     |
| 08         | Niederlande Brasilien         | Gustavo Hamer          | 24.06.1997 | 2023           | 2027        |     |
| 10         | England Irland                | Callum O'Hare          | 01.05.1998 | 2024           | 2028        |     |
| 11         | England Jamaika               | Andre Brooks           | 20.08.2003 | 2021           | 2027        |     |
| 18         | Senegal                       | Djibril Soumaré        | 07.01.2003 | 2025           | 2026        |     |
| 22         | England                       | Tom Davies             | 30.06.1998 | 2023           | 2026        |     |
| 42         | England Wales                 | Sydie Peck             | 13.09.2004 | 2024           | 2028        |     |
| Sturm      |                               |                        |            |                |             |     |
| 07         | Irland England                | Tom Cannon             | 28.12.2002 | 2025           | 2029        |     |
| 20         | Nigeria                       | Ehije Ukaki            | 02.10.2004 | 2025           | 2028        |     |
| 23         | England Jamaika               | Tyrese Campbell        | 28.12.1999 | 2024           | 2027        |     |
| 29         | Peru                          | Jefferson Cáceres      | 22.08.2002 | 2025           | 2027        |     |
| 34         | England                       | Louie Marsh            | 02.07.2004 | 2024           | 2028        |     |
| 39         | Schottland Frankreich         | Ryan Oné               | 26.06.2006 | 2024           | 2029        |     |
| 40         | Nigeria                       | Christian Nwachukwu    | 27.12.2005 | 2025           | 2027        |     |
|            | England Irland                | Louie Barry            | 21.06.2003 | 2025           | 2026        |     |

## Ehemalige Spieler
- Arthur Brown  (1902–1908)
- Alan Woodward (1964–1978)
- Tony Currie (1968–1976)
- Keith Edwards (1975–1978 und 81–86)
- Tony Agana (1988–1991)
- Brian Deane (1988–1993, 97–98 und 2005–2006)
- Vinnie Jones (1990–1991)
- Alan Kelly (1992–1999)
- Roger Nilsen (1993–1999)
- Dean Saunders (1997–1998)
- Shaun Murphy (1999–03)
- Keith Curle (2000–2002)
- Phil Jagielka (2000–2007)
- Harry Maguire (2011–2014)
- Nick Montgomery (2000–2012)
- Michael Tonge (2001–2008)
- Stuart McCall (2002–2005)
- Paddy Kenny (2002–2010)
- Chris Morgan (2003–2012)
- Keith Gillespie (2005–2009)
- Stephen Quinn (2005–2012)
- James Beattie (2007–2009 und 2011–2012)
- Gary Naysmith (2007–2010)
- Kyle Naughton (2008–2009)
- Ched Evans (2009–2012)
- Gary Speed (2008–2010)

## Ligazugehörigkeit
- 1892–1893: Football League Second Division
- 1893–1934: Football League First Division
- 1934–1939: Football League Second Division
- 1946–1949: Football League First Division
- 1949–1953: Football League Second Division
- 1953–1956: Football League First Division
- 1956–1961: Football League Second Division
- 1961–1968: Football League First Division
- 1968–1971: Football League Second Division
- 1971–1976: Football League First Division
- 1976–1979: Football League Second Division
- 1979–1981: Football League Third Division
- 1981–1982: Football League Fourth Division
- 1982–1984: Football League Third Division
- 1984–1988: Football League Second Division
- 1988–1989: Football League Third Division
- 1989–1990: Football League Second Division
- 1990–1992: Football League First Division
- 1992–1994: Premier League
- 1994–2004: Football League First Division
- 2004–2006: Football League Championship
- 2006–2007: Premier League
- 2007–2011: Football League Championship
- 2011–2017: Football League One / EFL League One
- 2017–2019: EFL Championship
- 2019–2021: Premier League
- 2021–2023: EFL Championship
- 2023–2024: Premier League
- seit 2024: EFL Championship

## Erfolge
- Englischer Meister (First Division, heute Premier League): 1897/98
- FA-Cup-Sieger: 1898/99, 1901/02, 1914/15, 1924/25
- Sheriff of London Charity Shield: 1898 (geteilt mit dem Corinthian FC)